# Jean II de Legnica
Jean II de Legnica (en polonais: Jan II Legnicki) (né en 1477 – 6 mars 1495) est conjointement duc de Legnica avec ses frères de 1488 à sa mort.

## Éléments de biographie
Jean II est le fils ainé  Frédéric Ier duc de Chojnów-Oława-Legnica-Brzeg-Lubin et de son épouse Ludmilla, fille du roi Georges de Bohême.
Après la mort de son père en 1488, Jean II et ses jeunes frères  Frédéric II et Georges lui succèdent à Legnica, Chojnów et Lubin. Comme ils sont encore mineurs, la régence des duchés est confiée à leur mère, la duchesse douairière Ludmilla, qui avait reçu de son époux comme douaire Brzeg et Oława qu'elle détient jusqu'à sa mort le 20 janvier 1503
Jean II meurt à 18 ans sans alliance ni postérité. Il a comme successeur ses deux frères qui restent sous la tutelle de leur mère encore trois ans jusqu'en 1498.

## Sources
- (en) & (de) Peter Truhart, Regents of Nations, K. G Saur Münich, 1984-1988  (ISBN 359810491X),  Art. « Brieg (Pol. Brzeg) »  p. 2448-2449.
- (de) Europäische Stammtafeln Vittorio Klostermann, Gmbh, Francfort-sur-le-Main, 2004  (ISBN 3465032926),  Die Herzoge von Schlesien, in Liegnitz 1352-1296, und Brieg 1532-1586  Volume III Tafel 10.